# Chalcodermus
Chalcodermus är ett släkte av skalbaggar. Chalcodermus ingår i familjen vivlar.

## Dottertaxa tillChalcodermus, i alfabetisk ordning[1]
- Chalcodermus acaciae
- Chalcodermus aeneus
- Chalcodermus aeratus
- Chalcodermus albosquamosus
- Chalcodermus alternans
- Chalcodermus angularis
- Chalcodermus angulicollis
- Chalcodermus armipes
- Chalcodermus ater
- Chalcodermus aterrimus
- Chalcodermus aureolus
- Chalcodermus bicolor
- Chalcodermus bimaculatus
- Chalcodermus bituberculatus
- Chalcodermus bondari
- Chalcodermus calidus
- Chalcodermus camposi
- Chalcodermus canavaliae
- Chalcodermus capichaba
- Chalcodermus castaneus
- Chalcodermus cicatricosus
- Chalcodermus coerulescens
- Chalcodermus collaris
- Chalcodermus crassipes
- Chalcodermus crassirostris
- Chalcodermus cupreipes
- Chalcodermus cupreofulgens
- Chalcodermus cupreolus
- Chalcodermus cupreus
- Chalcodermus curvifasciatus
- Chalcodermus curvipes
- Chalcodermus dentiferus
- Chalcodermus dentipennis
- Chalcodermus dentipes
- Chalcodermus ebeninus
- Chalcodermus fossulatus
- Chalcodermus foveolatus
- Chalcodermus fulgens
- Chalcodermus geniculatus
- Chalcodermus gibbifrons
- Chalcodermus globicollis
- Chalcodermus heteropteri
- Chalcodermus humeralis
- Chalcodermus humeridens
- Chalcodermus humerosus
- Chalcodermus imperfectus
- Chalcodermus inaequicollis
- Chalcodermus insularis
- Chalcodermus irregularis
- Chalcodermus lateralis
- Chalcodermus laticollis
- Chalcodermus lineatus
- Chalcodermus longirostris
- Chalcodermus lunatus
- Chalcodermus malpighiaceae
- Chalcodermus marshalli
- Chalcodermus martini
- Chalcodermus metallescens
- Chalcodermus metallinus
- Chalcodermus mexicanus
- Chalcodermus micans
- Chalcodermus niger
- Chalcodermus nigroaeneus
- Chalcodermus nigromaculatus
- Chalcodermus nigroruber
- Chalcodermus nitens
- Chalcodermus opacus
- Chalcodermus ovalis
- Chalcodermus ovatulus
- Chalcodermus perforatus
- Chalcodermus piceus
- Chalcodermus plicaticollis
- Chalcodermus porosipennis
- Chalcodermus pruinosus
- Chalcodermus pseudenedrus
- Chalcodermus radiatus
- Chalcodermus renominatus
- Chalcodermus rhomboidalis
- Chalcodermus roricatus
- Chalcodermus rubicundus
- Chalcodermus rubidus
- Chalcodermus rubricatus
- Chalcodermus rubripennis
- Chalcodermus rubrofasciatus
- Chalcodermus rubromaculatus
- Chalcodermus rubronotatus
- Chalcodermus rubrovarius
- Chalcodermus rugosicollis
- Chalcodermus scrobiculatus
- Chalcodermus sculpturatus
- Chalcodermus segnis
- Chalcodermus semicostatus
- Chalcodermus serjaniae
- Chalcodermus serripes
- Chalcodermus sparsepilosus
- Chalcodermus speculifer
- Chalcodermus spinifer
- Chalcodermus splendens
- Chalcodermus splendidulus
- Chalcodermus stigmatophylli
- Chalcodermus subaeneus
- Chalcodermus subcostatus
- Chalcodermus subnitens
- Chalcodermus subrufus
- Chalcodermus sulcatus
- Chalcodermus tombacinus
- Chalcodermus triangularis
- Chalcodermus truncatipennis
- Chalcodermus variolosus
- Chalcodermus viridis
- Chalcodermus vitraci
- Chalcodermus vittatus
- Chalcodermus vochysiae
- Chalcodermus yvensi